# 2008년 아메리카 컵
2008년 아메리카 컵(2008 America Baseball Cup)은 2008년에 베네수엘라에서 열린 야구 대회이다. IBAF 월드컵 예선도 겸하고있어 상위 5팀이 이듬해 IBAF 월드컵에 출전했다.

### 최종 순위
| 순위 | 팀                                                 |
| ---- | -------------------------------------------------- |
| 1    | 푸에르토리코 야구 국가대표팀                       |
| 2    | 니카라과 야구 국가대표팀                           |
| 3    | 멕시코 야구 국가대표팀                             |
| 4    | 네덜란드령 안틸레스 야구 국가대표팀                |
| 5    | 베네수엘라 야구 국가대표팀                         |
| 6    | 파나마 야구 국가대표팀                             |
| 7    | 브라질 야구 국가대표팀                             |
| 8    | 아루바 야구 국가대표팀                             |
| 9    | 과테말라 야구 국가대표팀, 콜림비아 야구 국가대표팀 |

## 같이 보기
- 팬아메리칸 게임 야구
- 중앙 아메리카 & 캐리비안 게임 야구
- 2010년 남아메리카 게임 야구